# Pilos
Pilos ou Pilo (em grego: Πύλος; romaniz.: Pylos; em italiano: Navarino; em veneziano: Zonklon) é uma cidade grega, situada na prefeitura de Messénia, no sudoeste da periferia do Peloponeso. Foi uma importante cidade durante o período micénico, e subsequentemente, na Grécia Clássica, onde foi uma aliada de Esparta na Guerra do Peloponeso. No século XII foi ocupada pela República de Veneza.
- Latitude: 36° 54' 36" Norte
- Longitude: 21° 41' 55" Leste
- Altitude: 82 metros

## Demografia
População da cidade nos últimos censos:
- 1991: 2 014
- 2001: 2 104
- 2011: 2 345

## Mitologia
Pilas era o rei de Mégara, mas matou o seu tio Bias, entregou Mégara para seu genro Pandião II, mudou-se para o Peloponeso com várias pessoas e fundou Pilo. Segundo Pausânias, a cidade foi fundada pelos léleges, liderados por Pilo filho de Cleson, mas logo depois conquistada por Neleu e os pelasgos de Iolco.
Neleu foi sucedido por seu filho Nestor, que liderou as forças de Pilos na Guerra de Troia.

Na obra Odisseia, Pilo foi a cidade à qual Atena, utilizando como disfarce a figura de Mentor, aconselhou Telêmaco, o filho de Penélope e Odisseu, a visitar em sua jornada em busca do pai desaparecido

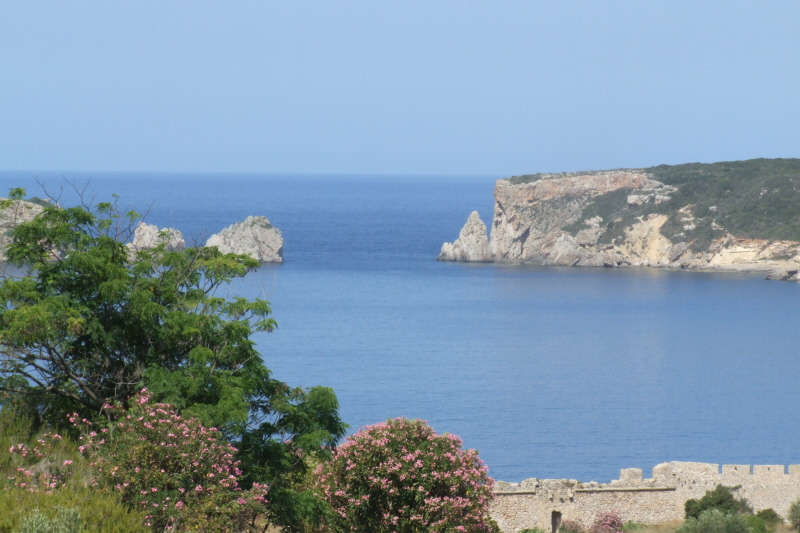
Baía de Pilos